# Borîsivka, Dîkanka
Borîsivka (în ucraineană Борисівка) este un sat în comuna Andriivka din raionul Dîkanka, regiunea Poltava, Ucraina.

## Demografie
Componența lingvistică a localității Borîsivka
     Ucraineană (100%)
Conform recensământului din 2001, toată populația localității Borîsivka era vorbitoare de ucraineană (100%).